# Agentka
Agentka (ang. Spy) – amerykański film akcji z elementami komedii z 2015 roku. Reżyserią i scenariuszem obrazu zajął się Paul Feig, a w rolach głównych wystąpili Melissa McCarthy, Jason Statham, Rose Byrne, Miranda Hart, Bobby Cannavale, Allison Janney oraz Jude Law.

## Fabuła
Susan Cooper (Melissa McCarthy) jest osobą skromną i niedocenianą pracującą w CIA jako analityk. Podczas jednej z tajnych misji jej partner Bradley Fine (Jude Law) zostaje zdekonspirowany. Jego miejsce zajmuje agent Rick Ford (Jason Statham), który również zostaje rozpracowany. Widząc okazję do wykazania się przełożonym, zgłasza się na ochotnika, by przeniknąć do świata handlarzy bronią. Od tej pory będzie pracować pod przykrywką.

## Obsada
- Melissa McCarthy jako Susan Cooper/Penny Morgan
- Jason Statham jako Rick Ford
- Rose Byrne jako Rayna Boyanov
- Jude Law jako Bradley Fine
- Miranda Hart jako Nancy B. Artingstall
- Bobby Cannavale jako Sergio De Luca
- Allison Janney jako Elaine Crocker
- Peter Serafinowicz jako Albert/Aldo
- Morena Baccarin jako Karen Walker
- Richard Brake jako Solsa Dudaev
- Nargis Fakhri jako Lia
- Björn Gustafsson jako Anton
- Curtis "50 Cent" Jackson jako on sam
- Wierka Serdiuczka jako ona sama
- Will Yun Lee jako Timothy Cress
- Carlos Ponce jako Matthew Wright
- Michael McDonald jako Patrick
- Mitch Silpa jako Fredrick
- Steve Bannos jako Alan
- Jessica Chaffin jako Sharon
- Katie Dippold jako Katherine

## Produkcja
Zdjęcia kręcono na Węgrzech (Budapeszt, Tihany nad Balatonem), a także w Paryżu i w Rzymie.